# Klaus Ludvik
Klaus Ludvik, född den 1 september 1930 i Penig i Sachsen, död 18 juli 2017 i Täby distrikt i Stockholms län, var en svensk militär och ämbetsman.

## Biografi
Klaus Ludvik var son till förman Ernst Ludvik och dennes hustru Margarete. Familjen var tvungen att fly från Nazityskland på grund av faderns fackliga engagemang och kom via Belgien och Nederländerna till Sverige 1938.
Ludvik avlade examen som gymnasieingenjör 1949. År 1952 avlade han officersexamen vid Kungliga Krigsskolan, varefter han samma år utnämndes till fänrik vid Svea ingenjörkår. Han befordrades 1955 till löjtnant och var lärare vid Ingenjörtruppernas kadett- och aspirantskola 1957–1958. Han befordrades 1960 till kapten och inträdde 1964 i Generalstabskåren. Åren 1964–1966 var han avdelningsdirektör i Militära enheten vid Statskontoret och 1966–1968 organisationsdirektör där. Han var 1968–1990 enhetschef vid Försvarets rationaliseringsinstitut (FRI) och 1990 tillförordnad generaldirektör för myndigheten.
Under åren vid FRI var Ludvik främst ansvarig för organisations- och effektivitetsutredningar rörande staber och förband samt ledningsorganisationen inom totalförsvaret. Han var huvudsekreterare i Försvarsmaktens ledningsutredning (FLU 74) samt något senare djupt involverad i utvecklingen av ledningsstrukturen inom den civila delen av totalförsvaret.
Klaus Ludvik invaldes 1984 som ledamot av Kungliga Krigsvetenskapsakademien.